# Daniel Gadegaard Andersen
Daniel Gadegaard Andersen (født 31. maj 2001) er en dansk fodboldspiller, der spiller som målmand for Esbjerg fB. 

## Karriere
Gadegaard spillede som barn i aarhusforstadsklubben Stautrup IF, inden han som 12-årig skiftede til AGF. I 2019 fik han sin første seniorkontrakt med klubben, men selv om han allerede året forinden var begyndt at træne sammen med førsteholdet, spillede han fortsat kampe for U/19-holdet samt reserveholdet.

### AGF
Kontrakten blev i foråret 2021 forlænget, så den løb til 2023. Han var i lang tid reserve på førsteholdet, inden han fik debut i sæsonens sidste kamp i foråret 2022 i en kamp mod FC Nordsjælland, som endte 2-2.

### Esbjerg fB
Den 29. august skrev han under på en aftale frem til 2025 med Esbjerg fB.

## Landshold
Gadegaard har spillet på flere af de danske ungdomslandshold. Han debuterede for U/16-landsholdet 12. april 2017. Han har per juli 2021 spillet 19 ungdomslandskampe.